# Amphoteros (Lykier)
Amphoteros (altgriechisch Ἀμφότερος Amphóteros) ist eine Gestalt der griechischen Mythologie.
Er erscheint in Homers Ilias als ein auf Seiten Trojas kämpfender Lykier, den der in die Rüstung des Achilleus gehüllte Patroklos neben vielen weiteren Trojanern tötete, nachdem er die Feinde von den brennenden Schiffen vertrieben hatte.